# B. P. Koirala Rajmarg
Der B. P. Koirala Rajmarg (Nepali बीपी राजमार्ग; englisch B. P. Koirala Highway) ist eine Fernstraße in Nepal, die die im Süden an der indischen Grenze gelegene Stadt Jaleshwar mit der zentral gelegenen Stadt Dhulikhel, 30 km östlich von Kathmandu, verbindet.
Der B. P. Koirala Rajmarg ist eine 214 km lange Überlandstraße, die
von der indischen Grenze bei Jaleshwar über Janakpur und Kamalamai nach Dhulikhel führt, wo sie im Araniko Rajmarg ihre Fortsetzung nach Kathmandu findet. Im Terai kreuzt der Mahendra Rajmarg die Fernstraße. Anschließend überquert die Straße den Vorderen Himalaya und erreicht das Flusstal des Sunkoshi. Sie folgt dem Sunkoshi und später dem Roshi Khola flussaufwärts bis nach Kashikhanda. Von dort sind es nur noch wenige Kilometer in nördlicher Richtung nach Dhulikhel, wo sie am Araniko Rajmarg endet.